# پردازنده‌های مبتنی بر دانش
پردازنده های مبتنی بر دانش برای پردازش بسته ها در شبکه های رایانه ای استفاده می شود. پردازنده های مبتنی بر دانش برای موفقیت طولانی در شبکه IPv6 ضروری هستند. ایجاد شبکه IPv6 در آینده امری اجتناب ناپذیر است زیرا ابزاری را برای یک شبکه ای بهبود یافته و ایمن تر فراهم می کند. از ابتدا برای رسیدگی به مسائل مربوط به آدرس دهی موجود و مشکلات امنیتی درست شده است. 

## استانداردها
همه شبکه ها عملکردهای زیر را لازم دارند:
1. طبقه بندی بسته/جریان چند لایه IPv4/IPv6
2. مسیریابی مبتنی بر سیاست و اجرای خط مشی (QoS)
3. طولانی ترین تطابق پیشوند (CIDR)
4. خدمات متمایز (DiffServ)
5. امنیت IPSec
6. تعادل بار سرور(Load Balancing)
7. تایید تراکنش

تمام عملکردهای بالا در شبکه های پیشرفته با سرعت بالا انجام می شوند. پردازنده های مبتنی بر دانش شامل پایگاه های داده ای هستند که اطلاعات مورد نیاز برای پردازش بسته هایی را که از طریق شبکه با سرعت های سیمی حرکت می کنند را ذخیره می کنند. پردازنده‌های مبتنی بر دانش افزوده‌ای جدید به شبکه‌های هوشمند هستند که به این عملکردها این امکان را می‌دهند تا با سرعت‌های بالا انجام شوند و همچنین انرژی کمتری نیز مصرف کنند.
پردازنده‌های مبتنی بر دانش لایه سوم مدل 7 لایه OSI را هدف قرار می‌دهند که برای پردازش بسته‌هاست. پردازنده‌های مبتنی بر دانش در آخر ممکن است در هر گروه در شبکه به دلیل نیازهایی که پدیده‌های صوتی و تصویری همگرا به آن وارد می‌کنند لازم شود. لایه 7، جایی که عملکرد برنامه بین مرورگر، ایمیل، دانلود ftp و برنامه های از راه دور رخ می دهد، به گونه ای لایه بعدی است که می تواند از پردازنده های مبتنی بر دانش استفاده کند.

## مزایای
سودی که پردازنده‌های مبتنی بر دانش ارائه می‌دهند، توانایی اجرای چندین فرآیند تصمیم‌گیری همزمان برای طیف وسیعی از عملکردهای پردازش آگاه از شبکه است. اینها شامل مسیریابی، کیفیت خدمات (QOS)، کنترل دسترسی برای امنیت و صورتحساب، و همچنین ارسال بسته های صوتی یا ویدیویی است. این توابع عملکرد برنامه های اینترنتی پیشرفته را در شبکه های IPv6 مانند VOD ، VoIP (صدا از طریق پروتکل اینترنت) و پخش ویدئو و صدا بهتر میکنند.
پردازنده های مبتنی بر دانش از انواع روش های مختلفی برای بهبود عملکرد شبکه مانند پردازش موازی، خط لوله عمیق و تکنیک های پیشرفته مدیریت توان استفاده می کنند. بهبود در هر یک از این زمینه ها به اجزای موجود اجازه می دهد تا عملکردهای خود را با سرعت بیشتری انجام دهند و در آخر عملکرد شبکه را بهتر کنند.
پایگاه‌های داده در پردازنده ای بر پایه دانش شامل جداول طبقه‌بندی، جداول ارسال و جداول تطبیق دقیق است که همگی توسط CPU و پردازنده‌های شبکه استفاده می‌شوند. بعضی شرکت ها از فرآیند بدون چسب استفاده می کنند که امکان نصب سریع تر پردازنده مبتنی بر دانش را در سیستم شبکه امکان پذیر می کند.
پردازنده‌های مبتنی بر دانش اکثرا سرصفحه‌های بسته را پردازش می‌کنند که آگاهی شبکه را ممکن می کنند. پردازشگرهای محتوا، در مقابل، امکان بازرسی محموله بسته را ایجاد می‌کنند (۸۰ درصد بسته را داده تشکیل می‌دهند) و بنابراین باید با عمق بیشتری در بسته جستجو کنند.

## همچنین ببینید
- پردازنده شبکه
- پردازنده چند هسته ای